# Dichagyris caucasica
Dichagyris caucasica là một loài bướm đêm trong họ Noctuidae.